# BGL Luxembourg Open 2016 - Qualificazioni singolare
Le qualificazioni del singolare femminile del BGL Luxembourg Open 2016 sono state un torneo di tennis preliminare per accedere alla fase finale della manifestazione. Le vincitrici dell'ultimo turno sono entrate di diritto nel tabellone principale. In caso di ritiro di una o più giocatrici aventi diritto a queste sono subentrati le lucky loser, ossia le giocatrici che hanno perso nell'ultimo turno ma che avevano una classifica più alta rispetto alle altre partecipanti che avevano comunque perso nel turno finale.

## Teste di serie
1. Kristýna Plíšková (qualificato)
2. Lauren Davis (qualificato)
3. Carina Witthöft (qualificato)
4. Stefanie Vögele (primo turno, ritirata)

1. Alison Van Uytvanck (primo turno)
2. Patricia Maria Tig (ultimo turno)
3. Julia Boserup (secondo turno)
4. Rebecca Šramková (primo turno)

## Qualificate
1. Kristýna Plíšková
2. Lauren Davis

1. Carina Witthöft
2. Tereza Smitková

## Tabellone

### Legenda
| - Q = Qualificato - WC = Wild card - LL = Lucky loser | - ALT = Alternate - SE = Special Exempt - PR = Protected Ranking | - w/o = Walkover - r = Ritirato - d = Squalificato |

### Sezione 1
|  | Primo turno | Primo turno         | Primo turno       | Primo turno | Primo turno |  |  | Secondo turno | Secondo turno      | Secondo turno      | Secondo turno | Secondo turno |   |   | Ultimo turno | Ultimo turno      | Ultimo turno | Ultimo turno | Ultimo turno |  |
|  |             |                     |                   |             |             |  |  |               |                    |                    |               |               |   |   |              |                   |              |              |              |  |
|  | 1           | Kristýna Plíšková   | Kristýna Plíšková | 6           | 6           |  |  |               |                    |                    |               |               |   |   |              |                   |              |              |              |  |
|  | WC          | Laura Correia       | Laura Correia     | 2           | 2           |  |  | 1             | Kristýna Plíšková  | Kristýna Plíšková  | 6             | 7             |   |   |              |                   |              |              |              |  |
|  | WC          | Nicole Melichar     | 6                 | 4           | 6           |  |  |               | Isabella Šinikova  | Isabella Šinikova  | 4             | 63            |   |   |              |                   |              |              |              |  |
|  |             | Isabella Šinikova   | 4                 | 6           | 7           |  |  |               |                    |                    |               |               |   |   | 1            | Kristýna Plíšková | 7            | 3            | 6            |  |
|  |             | Tara Moore          | 6                 | 4           | 6           |  |  |               |                    |                    | Tara Moore    | 5             | 6 | 3 |              |                   |              |              |              |  |
|  |             | Susanne Celik       | 4                 | 6           | 4           |  |  |               | Tara Moore         | Tara Moore         | 6             | 7             |   |   |              |                   |              |              |              |  |
|  |             | Daniela Hantuchová  | 1                 | 6           | 6           |  |  |               | Daniela Hantuchová | Daniela Hantuchová | 4             | 5             |   |   |              |                   |              |              |              |  |
|  | 5           | Alison Van Uytvanck | 6                 | 3           | 2           |  |  |               |                    |                    |               |               |   |   |              |                   |              |              |              |  |

### Sezione 2
|  | Primo turno | Primo turno            | Primo turno       | Primo turno | Primo turno |  |  | Secondo turno | Secondo turno          | Secondo turno          | Secondo turno    | Secondo turno |   |   | Ultimo turno | Ultimo turno | Ultimo turno | Ultimo turno | Ultimo turno |  |
|  |             |                        |                   |             |             |  |  |               |                        |                        |                  |               |   |   |              |              |              |              |              |  |
|  | 2           | Lauren Davis           | Lauren Davis      | 6           | 6           |  |  |               |                        |                        |                  |               |   |   |              |              |              |              |              |  |
|  | WC          | Eléonora Molinaro      | Eléonora Molinaro | 0           | 2           |  |  | 2             | Lauren Davis           | Lauren Davis           | 6                | 6             |   |   |              |              |              |              |              |  |
|  |             | Kathinka von Deichmann | 0                 | 6           | 6           |  |  |               | Kathinka von Deichmann | Kathinka von Deichmann | 3                | 3             |   |   |              |              |              |              |              |  |
|  |             | Antonia Lottner        | 6                 | 2           | 3           |  |  |               |                        |                        |                  |               |   |   | 2            | Lauren Davis | 6            | 3            | 7            |  |
|  |             | Tamara Korpatsch       | 6                 | 5           | 6           |  |  |               |                        |                        | Tamara Korpatsch | 2             | 6 | 5 |              |              |              |              |              |  |
|  |             | Montserrat González    | 1                 | 7           | 1           |  |  |               | Tamara Korpatsch       | 4                      | 6                | 6             |   |   |              |              |              |              |              |  |
|  |             | Dalila Jakupovič       | 4                 | 6           | 6           |  |  |               | Dalila Jakupovič       | 6                      | 3                | 1             |   |   |              |              |              |              |              |  |
|  | 8           | Rebecca Šramková       | 6                 | 4           | 1           |  |  |               |                        |                        |                  |               |   |   |              |              |              |              |              |  |

### Sezione 3
|  | Primo turno | Primo turno        | Primo turno        | Primo turno | Primo turno |  |  | Secondo turno | Secondo turno      | Secondo turno      | Secondo turno      | Secondo turno      |   |   | Ultimo turno | Ultimo turno    | Ultimo turno    | Ultimo turno | Ultimo turno |  |
|  |             |                    |                    |             |             |  |  |               |                    |                    |                    |                    |   |   |              |                 |                 |              |              |  |
|  | 3           | Carina Witthöft    | Carina Witthöft    | 6           | 6           |  |  |               |                    |                    |                    |                    |   |   |              |                 |                 |              |              |  |
|  |             | Karen Barritza     | Karen Barritza     | 2           | 0           |  |  | 3             | Carina Witthöft    | Carina Witthöft    | 6                  | 6                  |   |   |              |                 |                 |              |              |  |
|  |             | Martina Trevisan   | Martina Trevisan   | 63          | 5           |  |  |               | Myrtille Georges   | Myrtille Georges   | 3                  | 2                  |   |   |              |                 |                 |              |              |  |
|  |             | Myrtille Georges   | Myrtille Georges   | 7           | 7           |  |  |               |                    |                    |                    |                    |   |   | 3            | Carina Witthöft | Carina Witthöft | 6            | 6            |  |
|  |             | Polina Monova      | Polina Monova      | 1           | 1           |  |  |               |                    | 6                  | Patricia Maria Tig | Patricia Maria Tig | 1 | 3 |              |                 |                 |              |              |  |
|  |             | Michaela Hončová   | Michaela Hončová   | 6           | 6           |  |  |               | Michaela Hončová   | Michaela Hončová   | 3                  | 0                  |   |   |              |                 |                 |              |              |  |
|  |             | Ilona Kremen       | Ilona Kremen       | 4           | 5           |  |  | 6             | Patricia Maria Tig | Patricia Maria Tig | 6                  | 6                  |   |   |              |                 |                 |              |              |  |
|  | 6           | Patricia Maria Tig | Patricia Maria Tig | 6           | 7           |  |  |               |                    |                    |                    |                    |   |   |              |                 |                 |              |              |  |

### Sezione 4
|  | Primo turno | Primo turno       | Primo turno       | Primo turno | Primo turno |  |  | Secondo turno | Secondo turno     | Secondo turno     | Secondo turno   | Secondo turno   |   |   | Ultimo turno | Ultimo turno      | Ultimo turno      | Ultimo turno | Ultimo turno |  |
|  |             |                   |                   |             |             |  |  |               |                   |                   |                 |                 |   |   |              |                   |                   |              |              |  |
|  | 4           | Stefanie Vögele   | 0                 | 0           | r           |  |  |               |                   |                   |                 |                 |   |   |              |                   |                   |              |              |  |
|  |             | Elise Mertens     | 6                 | 3           |             |  |  |               | Elise Mertens     | Elise Mertens     | 5               | 0               |   |   |              |                   |                   |              |              |  |
|  |             | Caitlin Whoriskey | Caitlin Whoriskey | 6           | 6           |  |  |               | Caitlin Whoriskey | Caitlin Whoriskey | 7               | 6               |   |   |              |                   |                   |              |              |  |
|  | WC          | Claudia Coppola   | Claudia Coppola   | 0           | 3           |  |  |               |                   |                   |                 |                 |   |   |              | Caitlin Whoriskey | Caitlin Whoriskey | 5            | 2            |  |
|  |             | Tereza Smitková   | Tereza Smitková   | 6           | 7           |  |  |               |                   |                   | Tereza Smitková | Tereza Smitková | 7 | 6 |              |                   |                   |              |              |  |
|  |             | Greetje Minnen    | Greetje Minnen    | 4           | 63          |  |  |               | Tereza Smitková   | Tereza Smitková   | 7               | 6               |   |   |              |                   |                   |              |              |  |
|  |             | Jesika Malečková  | 6                 | 4           | 6(1)        |  |  | 7             | Julia Boserup     | Julia Boserup     | 65              | 0               |   |   |              |                   |                   |              |              |  |
|  | 7           | Julia Boserup     | 2                 | 6           | 7           |  |  |               |                   |                   |                 |                 |   |   |              |                   |                   |              |              |  |